# Pcheng Pchej-jün
Pcheng Pchej-jün (čínsky pchin-jinem Péng Pèiyún, znaky zjednodušené 彭珮云, tradiční 彭珮云; * prosinec 1929) je bývalá čínská komunistická politička, která zasedala ve vládě Čínské lidové republiky jako státní poradce (1993–1998) a předsedkyně Státní komise pro plánování rodiny (1988–1998), později působila jako místopředsedkyně stálého výboru Všečínského shromáždění lidových zástupců (parlamentu) a předsedkyně Všečínského svazu žen (obojí 1998–2003) a předsedkyně Čínského červeného kříže (1999–2009). Byla členkou širšího vedení Komunistické strany Číny jako členka její ústřední komise pro kontrolu disciplíny (1987–1992) a  ústředního výboru (1992–2002).

## Život
Pcheng Pchej-jün se narodila v prosinci 1929 v okrese Liou-jang na východě provincie Chu-nan. Studovala na Jihozápadní spojené univerzitě v Kchun-mingu, kde roku 1946 vstoupila do  Komunistické strany Číny. Poté přešla na univerzitu Ťin-ling v Nankingu a od roku 1947 na univerzitu Čching-chua v Pekingu, kde působila i jako tajemnice ilegální organizace KS Číny.
Po vzniku Čínské lidové republiky pracovala v orgánech KS Číny na univerzitě Čching-chua, poté působila v oddělení školství, resp. vysokého školství, pekingského městského výboru KS Číny. Od roku 1964 byla zástupkyní tajemníka stranického výboru Pekingské univerzity.
Během kulturní revoluce byla (s dalšími členy vedení stranické organizace univerzity) odvolána z funkcí a poslána na venkov na „převýchovu prací“. Po rehabilitaci a návratu do Pekingu roku 1975 pracovala v politickém oddělení Pekingské univerzity, později přešla na místo místopředsedkyně revolučního výboru Pekingského institutu chemické technologie. Od roku 1978 pracovala ve Státní komisi vědu a techniku a pak na ministerstvu školství, kde působila jako ředitelka Úřadu pro výzkum politiky a od roku 1982 jako náměstkyně ministra. Po reorganizaci ministerstva ve Státní komisi pro vzdělávání pracovala jako její místopředsedkyně.
Na XIII. sjezdu KS Číny v říjnu/listopadu 1987 byla zvolena členkou ústřední komise pro kontrolu disciplíny. V roce 1988 vstoupila do vlády jako předsedkyně Státní komise pro plánování rodiny. Na XIV. sjezdu KS Číny v říjnu 1992 byla zvolena členkou ústředního výboru (znovuzvolena 1997, v ústředním výboru zůstala do roku 2002). V březnu 1993 byla povýšena na státního poradce (vládní funkce o stupeň nižší než místopředseda vlády) přičemž i nadále vedla Státní komisi pro plánování rodiny, oba úřady zastávala do konce funkčního období vlády v březnu 1998. V březnu 1998 odešla z vlády a náhradou byla zvolena místopředsedkyní stálého výboru Všečínského shromáždění lidových zástupců (parlamentu) a v září téhož roku i předsedkyní Všečínského svazu žen. V roce 1999 byla zvolena i předsedkyní Čínského červeného kříže. V březnu 2003 odešla z vedení parlamentu a téhož roku ji skončilo funkční období v čele federace žen. Nadále působila v Červeném kříži, jehož předsedkyní byla roku 2004 zvolena i na druhé funkční období, do roku 2009.
Pcheng Pchej-jün  byla hodnocena jako soustředěná na svoji práci, aktivní a energická, přitom skromná. Provdala se za Wang Chan-pina, se kterým se seznámila na studiích v Kchun-mingu, později vysoce postaveného politika, místopředsedy stálého výboru Všečínského shromáždění lidových zástupců (1988–1998) a kandidáta politbyra ÚV KS Číny (1992–1997). Manželé mají čtyři děti.